# Daniel Jones (compositeur)
Pour les articles homonymes, voir Daniel Jones et Jones.
Œuvres principales
13 symphonies
Daniel Jenkyn Jones (né à Pembroke le 7 décembre 1912 et mort à Swansea le 23 avril 1993) est un compositeur de musique classique, qui a travaillé en Grande-Bretagne. Il a utilisé aussi bien la technique sérielle que la technique tonale. Il est surtout connu pour ses quatuors et treize symphonies et de ses réglages de morceaux pour la pièce de Dylan Thomas Under Milk Wood.

## Biographie
Daniel Jones est né à Pembroke, dans le sud du Pays de Galles. Son père était le compositeur Jenkyn Jones et sa mère, une chanteuse. À neuf ans, il a écrit plusieurs sonates pour piano.
Il a fréquenté l'école Bishop Gore à Swansea de 1924 à 1931, où son enthousiasme pour la littérature l'a conduit à une étroite amitié avec le poète Dylan Thomas. À cette époque Daniel Jones et Dylan Thomas faisaient partie d'un groupe d'artistes en herbe qui se réunissaient au café Kardomah à Castle Street, Swansea. Les membres du groupe étaient le poète Vernon Watkins et le peintre Alfred Janes (en). En 1935, il a quitté Swansea pour étudier la musique à la Royal Academy of Music à Londres de 1935 à 1938, où ses professeurs furent notamment Sir Henry Wood et Harry Farjeon (en). Il a gagné la Bourse Mendelssohn en 1935, ce qui lui a permis d'étudier en Tchécoslovaquie, en France, aux Pays-Bas et en Allemagne, et de développer ses compétences en tant que linguiste.
En 1937, il a épousé Penelope Eunice Bedford, avec qui il aura trois filles. Dans les années qui ont précédé la Seconde Guerre mondiale, il compose ses premières grandes œuvres orchestrales Prologue symphonique et Cinq Pièces pour orchestre.
Pendant la guerre, il sera capitaine dans le Corps de renseignement de 1940 à 1946. Il a utilisé ses compétences linguistiques à Bletchley Park dans le centre de codes comme cryptographe en décodant le russe, le roumain et le japonais. En 1944, il a épousé sa seconde femme, Irene Goodchild, avec qui il aura un fils et une fille.
Après la guerre, Daniel Jones a gagné une reconnaissance croissante en tant que compositeur novateur. En 1950, son Prologue symphonique a remporté le premier prix de la Royal Philharmonic Society. Entre 1945 et 1985, il compose sa série de douze symphonies, chacune centrée sur un demi-ton de la gamme chromatique. En 1993, il a composé huit quatuors à cordes, ainsi que des œuvres dans de nombreux autres genres.
Il est mort à Swansea en 1993. Ses archives sont déposées à la Bibliothèque nationale du Pays de Galles à Aberystwyth. Un portrait à l'huile de Jones par Alfred Janes se trouve au Musée National de Cardiff, un portrait photographique de Bernard Mitchell (1967) est détenu par la National Portrait Gallery, Londres.

## Liste chronologique des œuvres
- 1938 Symphonic Prologue
- 1939 Five Pieces for Orchestra
- 1943 Comedy Overture
- 1944 Cloud Messenger, orchestre
- 1944-5 Symphonie no 1
- 1946 Sonate pour violoncelle seul
- 1946 Quatuor à cordes no 1
- 1947 Miscellany, 20 pièces pour petit orchestre
- 1947 Sonata for Three Non-Chromatic Kettledrums
- 1947 The Flute Player, orchestre
- 1949 Suite pour alto et violoncelle
- 1950 Symphonie no 2
- 1951 Concert Overture no 2
- 1951 Symphonie no 3
- 1954 Symphonie no 4, In memoriam Dylan Thomas
- 1954 Under Milk Wood, musique de scène pour Dylan Thomas
- 1955 Bagatelles pour piano
- 1956 Ieuenctid, ouverture
- 1957 Quatuor à cordes no 2
- 1958 Symphonie no 5
- 1958 The Country Beyond the Stars, cantate d'après Henry Vaughan
- 1961 The Knife, opéra
- 1962 St Peter, oratorio
- 1964 Symphonie no 6
- 1965 Capriccio for Flute, Harp and Strings
- 1966 Severn Bridge Variation for orchestra (œuvre composée avec d'autres auteurs)
- 1966 Concerto pour violon
- 1967 Orestes, opéra
- 1969 Investiture Processional Music
- 1970 Trio à cordes
- 1971 Symphonie no 7
- 1972 Sonate pour violoncelle
- 1972 Sinfonietta No 1
- 1972 Symphonie no 8
- 1974 Symphonie no 9
- 1974 Toccata and Fugue pour orgue
- 1975 Quatuor à cordes no 3
- 1976 Dance Fantasy, orchestre
- 1978 Quatuor à cordes no 4
- 1980 Quatuor à cordes no 5
- 1980 Symphonie no 10
- 1982 Quatuor à cordes no 6
- 1982 Concerto pour hautbois
- 1983 Symphonie no 11, In memoriam G F Tyler
- 1985 Symphonie no 12
- 1986 Concerto pour violoncelle
- 1987 Quatuor à cordes no 7
- 1988 Sonate pour quatre Trombones
- 1990 Divertimento for Wind Quintet
- 1992 Sinfonietta no 2
- 1992 Symphonie in memoriam John Fussell (Symphonie no 13)
- 1993 Quatuor à cordes no 8, inachevé, performing edition by Malcolm Binney & Giles Easterbrook

## Discographie
- Daniel Jones, Symphonies 4, 7, 8, Royal Philharmonic Orchestra/Sir Charles Groves et BBC Welsh Symphony Orchestra/Bryden Thomson (remastered on Lyrita SRCD 329)[2]
- Daniel Jones, Symphonies 6, 9, and The Country Beyond the Stars - Welsh National Opera Chorus; Royal Philharmonic Orchestra/Sir Charles Groves; BBC Welsh Symphony Orchestra/Bryden Thomson (remastered on Lyrita SRCD 326)[3]
- Daniel Jones, Complete string quartets (Chandos CHAN 9535)
- Daniel Jones, Dance Fantasy [and works by A. Hoddinott and W. Mathias] (Lyrita SRCD 334).

## Sources
- (en) Cet article est partiellement ou en totalité issu de l’article de Wikipédia en anglais intitulé « Daniel Jones (composer) » (voir la liste des auteurs).